# Saturday (Roman)
Saturday ist der Titel eines zuerst auszugsweise in literarischen Zeitschriften, darunter das gesamte erste Kapitel in der The New York Times Book Review, und schließlich im Jahr 2005 in Buchform publizierten Romans des britischen Schriftstellers Ian McEwan, der dafür den James Tait Black Memorial Prize erhielt. Auf Deutsch erschien der Roman in der Übersetzung von Bernhard Robben unter Beibehaltung des englischen Originaltitels ebenfalls im Jahr 2005.

## Handlungsübersicht
Die Handlung spielt am Samstag, dem 15. Februar 2003, in London, als über 700.000 Menschen gegen die Irak-Politik der Vereinigten Staaten und des Vereinigten Königreichs demonstrierten, und verfolgt den Tagesablauf des 48-jährigen Neurochirurgen Henry Perowne, der mit seiner Frau Rosalind (Juristin, Anwältin einer Zeitung) und dem achtzehnjährigen Sohn Theo (Bluesmusiker) im Londoner Stadtviertel Fitzrovia in einem Haus am Fitzroy Square wohnt und am Nachmittag die Rückkehr der dreiundzwanzigjährigen Tochter Daisy (Studium der Literaturwissenschaft und Lyrikerin) aus Paris erwartet.

### Kapitel 1: Nacht
Perowne erwacht in der Nacht gegen vier Uhr und kann nicht mehr einschlafen. Gedanken besetzen seinen Kopf: einmal an seine präzise mit höchster Professionalität durchgeführten Hirn-Operationen in der letzten Woche, die verantwortungsbewusste Arbeit als Arzt, seine langjährigen Erfahrungen im Umgang mit dem Leid vieler Patienten sowie seine Freude über geglückte Eingriffe. Zum anderen denkt er nach über seine Familie: über die kreativen Kinder Theo und Daisy, die im Gegensatz zu den bürgerlichen Eltern in ihrem Leben andere Schwerpunkte setzen, seine solide, vertrauensvolle, wenn auch in letzter Zeit etwas routinierte Ehe mit Rosalind (kurzer Sex mit „mühelose[r] Verführung! Sein Wunsch erfüllt, kein Finger gerührt, von Göttern und Despoten beneidet.“), die er als neunzehnjährige, an einem Tumor an der Hypophyse erkrankte Patientin seiner Klinik kennenlernte und die sich ihm vorsichtig angenähert hat.
Beim Blick aus dem Fenster entdeckt Henry ein brennendes Flugzeug im Anflug auf Heathrow und befürchtet, den Anschlag auf die Twin Towers im September 2001 noch in Erinnerung, ein Attentat. Um die Nachrichten im Radio zu hören, geht er in die Küche, trinkt mit dem ebenfalls schlaflosen, eine Musikzeitschrift lesenden und Popmusik hörenden Theo eine Tasse Kaffee, während er sich an das ihn bewegende Gitarrenspiel des Sohnes erinnert, und unterhält sich mit ihm über dessen Auftritte. An den ermüdenden Diskussionen der letzten Zeit über die weltpolitische Lage beteiligt sich Theo kaum mehr, denn sie nehmen ihm die Freude am Privatleben, an den Freundschaften und der Musik. Seine neue Philosophie lautet: „Je größer man denkt, desto beschissener sieht es aus [...] Also soll mein Motto sein - denk klein.“

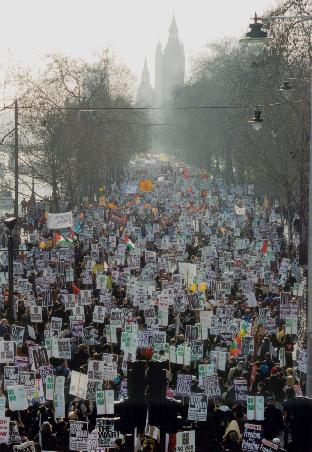
Die Protestdemonstration gegen den Irak-Krieg am 15. Februar bildet den Hintergrund der Romanhandlung. Auf seinem Weg zum Squash-Spiel mit Henry Perowne begegnet Jay Strauss mehreren Zehntausend am Themse-Embankment (Bild)

### Kapitel 2: Morgen
Da Rosalind an diesem Samstag arbeiten muss, macht sich Perowne nach der Morgentoilette im Squash-Outfit auf den Weg zum Spiel mit seinem Kollegen, dem Anästhesisten Jay Strauss. Seine Reflexionen des frühen Morgens setzen sich fort und fokussieren u. a. das autoritäre System im Irakkrieg und das Literaturförderungsprogramm, das Daisy ihm verordnet hat. Auf der Fahrt mit seinem Mercedes S 500 begegnet er Demonstrantengruppen mit Transparenten. Polizisten leiten den Verkehr um und lenken ihn in eine enge Straße. Dort touchiert er einen BMW und reißt dessen Spiegel ab. Die drei Insassen Baxter, Nark und Nigel verlangen für die Reparatur einen hohen Betrag, den zu zahlen er sich weigert. Als er die Polizei zur Aufnahme des Unfalls rufen will, droht eine Schlägerei. Henry, der bei Baxter die Symptome einer beginnenden Huntington-Krankheit entdeckt hat, verhindert eine Eskalation dadurch, dass er in die dominante Rolle des Arztes schlüpft, ihn auf seine Behinderungen anspricht und Hilfe anbietet. Dieser wird neugierig und schickt seine Kumpel weg, damit sie nichts von seinem Leiden erfahren. Jedoch ist für Baxter das Gespräch unbefriedigend, da auch Perowne kein Wundermittel kennt, er versetzt Henry einen Schlag gegen die Brust und läuft dann hinter seinen sich absetzenden Freunden her.
Perowne fährt anschließend zu den Squash-Courts. Sein Partner hat sich ebenfalls wegen der Demonstrantenzüge verspätet. Während der Pausen und nach dem Spielende unterhalten sie sich über ihre Arbeit in der Klinik. Das als freundschaftliche Freizeitaktion intendierte Spiel entwickelt sich zunehmend zum Kampf: Perownes Ehrgeiz zu gewinnen korreliert mit seinem Wunsch, sich durch einen Sieg von seinen Gedanken frei zu schlagen: „Den ganzen Vormittag ist er schon in irgendeine Form von Auseinandersetzung verwickelt“ und so kämpft er ebenso wie sein Gegner verbissen um jeden Punkt: „Wenn eine Passantin vor der Glaswand stehenbliebe, um zuzuschauen […] Vielleicht fragte sie sich sogar, ob dies ein Hassmatch sei, solche Verzweiflung liegt in ihrem Spiel.“ Henry verliert in der Finalrunde und verabschiedet sich fair von seinem Gegner.

### Kapitel 3: Nachmittag
Auf dem Rückweg zur Wohnung kauft Perowne in der Paddington Street Fisch für das Abendessen, das zum Versöhnungsfest zwischen Daisy, die von ihrem sechsmonatigen Parisaufenthalt zurückkehrt, und ihrem Großvater werden soll. Früher haben sie ihre Familienferien in dessen Villa am Fuß der französischen Pyrenäen verbracht, wo Opa John versuchte, die Enkelkinder durch ein kulturelles Programm zu fördern, Theo in der Musik, dessen Schwester in der Literatur. Als Daisy ihre ersten Erfolge als Lyrikerin präsentierte und der nach Alkoholgenuss zum Jähzorn neigende Dichter-Großvater ihre erotischen Gedichte unsensibel kritisierte, zog sie sich verletzt zurück und besuchte ihn nicht mehr. Nun hat er in einem langen Brief ihre neuen Werke überschwänglich gewürdigt und sich gewissermaßen entschuldigt, so dass Henry auf einen friedlichen Abend hofft.
Am Nachmittag besucht er seine demente Mutter Lilian im Pflegeheim Suffolk Place in Perivale. Sie erkennt ihn, wie auch die Personen ihrer Umgebung, nicht mehr und die räumlichen und zeitlichen Eindrücke mischen sich in ihren Reden zusammenhanglos mit Erinnerungsfragmenten, während sie die Äußerungen des Besuchers sofort wieder vergisst. Obwohl der Sohn seiner Mutter nicht helfen kann, hat er wegen ihres Heimaufenthaltes Schuldgefühle. Noch unter dem ihn betäubenden Eindruck der Kranken fährt er nach Wesbourne Grove zu Theos Probe in einem alten Varietétheater und kann sich durch die Musik für Augenblicke von der belastenden Realität befreien.

### Kapitel 4: Abend
Henry hat gerade mit den Vorbereitungen für das Fisch-Stew-Abendessen begonnen, als Daisy eintrifft und sie sich liebevoll begrüßen. Sie war bei der Demonstration im Hyde Park und verwickelt ihn sogleich in eine ihrer typischen Diskussionen, in der er, zuerst spielerisch, dann immer ernsthafter, bewusst den Gegenpol, den Advocatus Diaboli (möglicherweise kurzer Krieg, Beseitigung einer Diktatur und Aufbau einer Demokratie...) übernimmt. Seine Tochter reagiert überrascht und kritisiert nicht nur seine Argumente, sondern seine Einstellung: Die Kontroverse wird persönlich, indem sie ihm vorwirft, er könne sich wie immer nicht entscheiden. Zwar würde er das Risiko eines Krieges eingehen, sei sich aber zugleich nicht sicher, ob dadurch auch die Ziele erreicht würden. Das sei nicht konsequent. Perowne kontert, ihre pazifistische Haltung unterstütze indirekt das Saddam-Regime und die al-Qaida-Terroristen. Schließlich wettet der Vater, um die Spannung aufzuheben, in Erinnerung an ähnliche familiäre Konfliktlösungen bei früheren Auseinandersetzungen um 50 Pfund: Demokratie oder Chaos im Irak in drei Monaten. Damit ist der Streit beigelegt, doch Henry ist mit sich unzufrieden: „Jay Strauss gegenüber ist er eine Taube, seiner Tochter gegenüber ein Falke. Was ergibt das für einen Sinn? Und welch ein Luxus ist es doch, daheim in der Küche über geopolitische Schachzüge und militärische Strategien zu philosophieren, ohne dafür von Wählern, der Presse, Freunden oder gar der Geschichte verantwortlich gemacht zu werden.“ Die Ankunft des Schwiegervaters John Grammaticus schafft neues Spannungspotential, da dieser zum einen nur wenig Respekt für den Beruf des Schwiegersohnes empfindet und zum anderen Großvater und Enkelin nach jahrelanger Verstimmung versöhnt werden sollen, beide jedoch sofort über die korrekte Skandierung einer Gedichtzeile streiten. Theos Erscheinen lockert die Atmosphäre wieder auf.
Dann bricht in die Welt der gut situierten Familie mit ihren künstlerisch-ästhetischen und wissenschaftlich-theoretischen Vorlieben die Realität der Klassengesellschaft bzw. der unkontrollierbaren Gewalt ein: Nigel und Baxter haben Rosalind abgefangen, mit einem Messer bedroht und sind in das Haus eingedrungen. Sie wollen sich für Henrys Verhalten bei der Kollision rächen und die Bourgeoisie demütigen. Dem sich verbal wehrenden Großvater wird sofort ins Gesicht geschlagen, so dass seine Nase bricht. „Henry begreift schlagartig, dass er bis jetzt wie in einem Nebel gelebt hat“. Er beobachtet Baxters Bewegungen und Äußerungen und diagnostiziert, er sei wegen seiner unheilbaren Krankheit sowie der fehlenden Zukunftsperspektive unberechenbar und wolle wegen seiner Frustration nach dem Unfall sein Ansehen vor seinem Kumpel wiederherstellen. In dieser Situation könnte er seine Fähigkeit zur Koordination verlieren oder enthemmt aggressiv werden. Henry überlegt sich einen Plan, Baxter zu überwältigen: Er gibt vor, von einer neuen Behandlungsmethode in den USA erfahren zu haben und ihn in einer Versuchsgruppe unterbringen zu können. Zum Beweis will er ihm Daten zeigen. Doch dieser geht nicht darauf ein, bedroht Rosalind mit dem Messer und zwingt Daisy, ermuntert durch Nigel, sich auszuziehen. Der Körper einer im vierten Monat Schwangeren wird sichtbar und die Einbrecher verlieren ihr sexuelles Interesse. Dann entdeckt Baxter ihren Lyrikband Mein dreister Kahn und ist verwundert, dass die junge Frau eine Dichterin ist. Sie muss ihm ein Gedicht vorlesen. Doch anstelle eines eigenen Werkes rezitiert sie Dover Beach von Matthew Arnold, das Baxter emotional anspricht, da es ihn an die Gegend seiner Kindheit erinnert. In einer plötzlichen Gemütsschwankung möchte er das Buch behalten und Daisy darf sich wieder ankleiden. Er kommt auf den Behandlungsvorschlag zurück und möchte die Unterlagen sehen. Henry lockt ihn in sein Arbeitszimmer im oberen Stock. Von dort hören sie, wie die Haustür ins Schloss geworfen wird, Baxter befürchtet, dass Nigel das Haus verlassen hat und geht zum Treppenabsatz, wo ihn Perowne und der zu Hilfe eilende Theo überwältigen und die Treppe hinunterwerfen. Nach Baxters Abtransport ins Krankenhaus löst sich der Albtraumschock der Familie langsam im befreienden Gespräch über das Geschehene. Kurz darauf ruft Jay Strauss an und bittet Henry, die Operation eines jungen Mannes, Baxters, zu übernehmen.

### Kapitel 5: Nacht

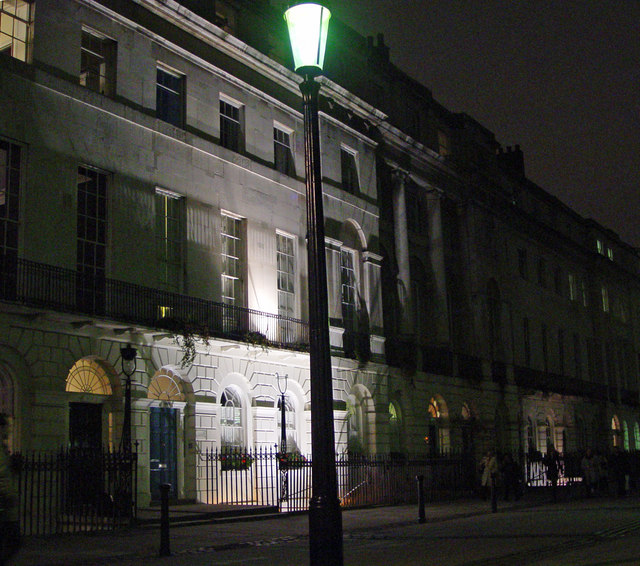
„Vom zweiten Stock blickt [Henry] in die Nacht, sieht […] die knochig kahlen Bäume auf dem Platz und […] den schwarzen Eisenzaun wie eine Reihe aufgestellter Speere. […] Das gleißende Licht der Straßenlampe“.

Die Familie verarbeitet den Überfall und die Befreiung im Gedankenaustausch und hört dann in „gekünstelter Partylaune“ die Aufnahme von Theos neuem Song City Square an. Rosalind informiert ihren Mann über Daisys Freund Giulio, spricht ihn auf seine Entscheidung an, die Operation zu übernehmen und fragt nach seinem potentiellen Rache-Motiv. Er erzählt vom die Eskalation auslösenden Blechschaden und seiner ungeschickten Reaktion: „Ich muß das hier zu Ende bringen. Ich bin verantwortlich.“
Perowne eilt, in Gedanken an Daisys zukünftiges Leben als studierende und dichtende Mutter in Paris zusammen mit ihrem 22-jährigen Partner, durch die vom Demonstrationsmüll übersäte Gower Street zum Krankenhaus. Das Team, Anästhesist Jay Strauss, seine Assistenzärztin Gita Syal, die Op-Schwestern Emily und Joan und Henrys Assistenzarzt Rodney Browne, hat alles vorbereitet. Auf ca. vierzehn Seiten wird detailliert mit Fachtermini beschrieben, wie Henry in einer langen schwierigen Operation ein Blutgerinnsel zwischen der gebrochenen Schädeldecke und der Hirnhaut (extradurales Hämatom) des Patienten entfernt und Rodney anschließend die Knochensplitter einrichtet und sie mit einer Titanplatte befestigt. Der Eingriff ist gelungen. Henry schaut noch nach der vierzehnjährigen Andrea in der neurochirurgischen Station, der er einen Tumor in der Kleinhirnrinde entfernt hat, und kehrt nach Hause zu Rosalind zurück.
Der lange Tag endet wie er anfing: mit einem Gespräch über ihre Familie, einem Liebesspiel und einem Blick um Viertel nach fünf aus dem Fenster auf den nächtlichen Platz, während er die Erfahrungen des Tages resümiert: Da ist der nahende Abschluss einer Lebensetappe: Theo nimmt ein Engagement für New Blue Rider an und geht für fünfzehn Monate nach New York City, Daisy und Giulio führen eine Art Studentenehe. Rosalind und er werden alleine in dem großen Haus wohnen. Er will sich dafür einsetzen, dass gegen Baxter keine Anklage erhoben wird, um dem unheilbar Kranken einen Prozess zu ersparen.

## Einordnung und Analyse

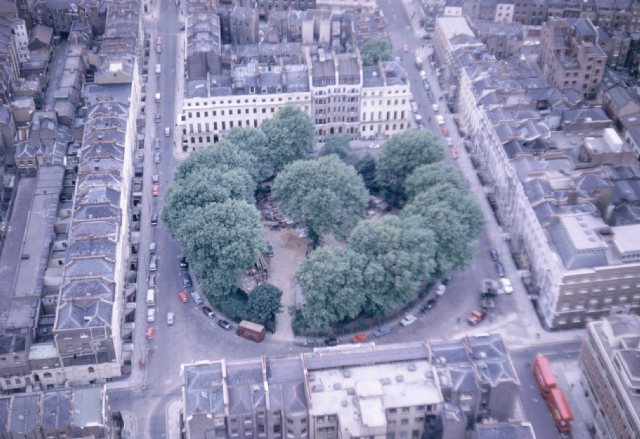
Fitzroy Square erscheint vom Post Office Tower (BT Tower) aus wie ein gegenüber der Stadt abgeschirmter Bezirk: Man blickt auf die Nordseite des Platzes mit dem Haus der Perownes

### Fitzroy Square
Der Haupthandlungsort des Romans am vom schottischen Architekten Robert Adam proportioniert um einen runden Park angelegten georgianischen Fitzroy Square war Wohnplatz berühmter Persönlichkeit: Z. B. lebten in Nr. 29 die Schriftsteller George Bernard Shaw (1887–1898) und Virginia Woolf (zusammen mit ihrem Bruder Adrian Stephen von 1907 bis 1911), ebenso die mit Woolf und ihrer Schwester Vanessa Bell befreundeten Bloomsbury-Group-Künstler Duncan Grant (Nr. 21) und Roger Fry (Nr. 33). Diese prominente Reihe setzte Ian McEwan mit seiner Familie fort. Im Roman gibt es weitere biographische Parallelen: Der Protagonist ist im gleichen Lebensalter wie der Autor und Christopher Hitchens, ein Freund McEwans, bemerkte Ähnlichkeiten mit Perownes Frau, Eltern und Kindern, z. B. spielte McEwan Sohn Greg wie Theo in seiner Jugend Gitarre.

### Struktur und Erzählform
Saturday ist ein Drei-Generationen-Gesellschaftsroman mit dem großbürgerlichen Familienhaus an der Fitzroy Square-Nordseite. Rosalinds bei einem Autounfall verstorbene Mutter Marianne hatte das Gebäude von ihren Eltern geerbt und es mit John und ihren beiden Kindern bewohnt. Nach ihrem Tod machten Rosalind und Henry das Anwesen zu ihrem Familienheim. Dieser Lebensabschnitt geht nun mit Theos New York-Engagement zu Ende, und Daisys Schwangerschaft sowie der Alterungsprozess ihrer Großeltern signalisieren den Beginn einer neuen Etappe. Für Henry ist dieser Einschnitt in seiner Lebensmitte Anlass, zu bilanzieren und über die existentiellen Fragen seines Lebens nachzudenken: „Was sind das jetzt für Tage? Verwirrend und beängstigend findet er sie meist, wenn er sich im wöchentlichen Trott die Zeit nimmt, darüber nachzudenken.“
McEwans Roman ist nach dem Typus Mrs. Dalloway aufgebaut: Die äußere Handlung spielt an einem Tag, an dem der Leser die Hauptfigur auf ihren Wegen begleitet und durch ihre erinnerten Rückblicke und Reflexionen sowie Gespräche einen Einblick in ihr Leben sowie das ihrer Familie vor dem Hintergrund historischer Ereignisse erhält. Virginia Woolfs Titelheldin Clarissa Dalloway läuft im Juni 1923 durch den Bezirk Westminster, Henry Perowne durchstreift das nördlich davon gelegene Londoner Stadtgebiet Fitzrovia. Während jedoch die Gattin des Parlamentsmitglieds Richard von der Gegenwelt des durch Kriegstraumata des Ersten Weltkriegs verwirrten Septimus Warren Smith und seinem Selbstmord nur durch ein Gespräch ihrer „upper class“-Abendgesellschaft erfährt, erleben die Perownes die soziale Schichtung elementar in ihrem Haus.
Äußere und innere Handlungen werden in der Zeitform des Narrativen oder Historischen Präsens und im Sprachduktus des Protagonisten erzählt. Aus seiner Perspektive, in Personaler Erzählform, sieht der Leser seine Aktivitäten, erfährt seine Gedanken, verfolgt die Aussagen der in der Szene Anwesenden, teilweise in Dialogform oder eingearbeiteter wörtlicher Rede, sowie deren wahrnehmbare Reaktionen.
Der Autor hat in seinem Roman die Abneigung seines Protagonisten gegenüber dem Magischen Realismus berücksichtigt und stilistisch umgesetzt: Typisch für Henrys Liebe zur realistischen Präzision und Ordnung sind die genauen Selbstbeobachtungen und Beschreibungen der Menschen und Situationen teilweise mit minutiösen Angaben (Z. B. Straßenbezeichnungen und Zeitangaben: „zwanzig vor vier, fünf vor vier“). Ebenso dienen die vielen medizinischen Termini zur Charakterisierung Henrys in seinem Metier. McEwan hat zur Vorbereitung der Gestaltung zwei Jahre dem Neurochirurgen Neil Kitchen am National Hospital for Neurology and Neurosurgery am Queen Square in London bei Operationen zugesehen. Auch ließ er sein Manuskript von Fachleuten überprüfen, um eine größtmögliche Authentizität zu erreichen.

### Historischer Kontext
Die Handlung spielt vor dem Hintergrund der Ereignisse und politischen Debatten nach den Terroranschlägen am 11. September 2001 auf das World Trade Center in New York und der Irakkriegs-Vorbereitungen der US-Amerikaner und Großbritanniens in der Golf-Region.
Eine existentielle Verunsicherung ist zu spüren an diesem Tag der Demonstration gegen einen bevorstehenden militärischen Einsatz mit ungewissen Folgen. Die Angst vor Aktionen fanatischer al-Qaida-Kämpfer überträgt sich auch auf Henry und lässt ihn nicht schlafen, wenn die routinierten Abläufe seiner Arbeitswoche aussetzen. Bezeichnenderweise beginnt der freie Tag mit der Entdeckung eines brennenden Flugzeugs im Anflug auf Heathrow, wodurch die Erinnerung an den 11. September aktiviert wird: „Aus sicherer Entfernung beobachtete Katastrophen. Dem vielfachen Tod zuschauen, aber niemanden sterben sehen.“
Der Blick aus dem Fenster seines sicheren Heims und der Weg durch die Stadt konfrontieren ihn an diesem Tag ständig mit dem Gefühl der Gefährdung seines bürgerlichen geordneten Lebens: zwielichtige Drogendealer oder die verwahrloste alte Frau am Fitzroy Square, Radio- und Fernsehmeldungen über Terrorismus und Kriegsvorbereitungen.

### Die Zufallskette
Daisy empfiehlt dem Vater, der wenig Zeit zum Lesen hat, ein Literaturprogramm, u. a. die Lektüre von Charles Darwins Über die Entstehung der Arten. Die Evolutions-Thematik begleitet ihn während des Tages und wird immer wieder mit Beobachtungen und Gedanken assoziiert, beispielsweise bei seinen Reflexionen über die Erwartungen der Eltern von den Kindern und die Fülle der Kombinationsmöglichkeiten bei den Erbanlagen: „es kann für die elterliche Selbstachtung schon ein ziemlicher Schlag sein, wenn man begreift, in welch großem Ausmaß die Arbeit bereits getan ist. Es kann aber auch entlasten. Das wird besonders deutlich, wenn man mehr als ein Kind hat: Unter nahezu gleichen Lebensbedingungen wachsen dann womöglich zwei völlig verschiedene Menschen heran.“ Auf seinen Sohn angewandt, wundert er sich: „Wie hatten derart pflichtbewusste und konventionelle Menschen wie er und Rosalind nur einen solchen Freigeist mit hervorbringen können.“ In Theos virtuosem Gitarrenspiel fasziniert ihn der „Reiz in der Abweichung, der unvermuteten Variation.“ Da er seine Kinder als gelungene Exemplare der Evolution liebt, zitiert er Darwin: Es ist wahrlich etwas Erhabenes um diese Auffassung vom Leben. Er resümiert: „Eine unendliche Zahl der schönsten und wunderbarsten Formen des Lebens, wie man sie in einer gemeinen Hecke findet, doch auch höher gestellte Wesen wie wir selbst, entwickeln sich nach physikalischen Gesetzen, aus einem Krieg der Natur, aus Hunger und Tod. Darin liegt das Erhabene.“ Entsprechend bezeichnete er in einem Gespräch mit Daisy über die Religionen die Evolution als schönsten „Schöpfungsmythos“, der obendrein „[den] beispiellose[n] Vorteil [habe], dass diese sich entfaltende Geschichte nachweislich der Wahrheit entspricht.“
Sieht Perowne sich und seine Familie am Beispiel seiner Kinder als Gewinner des evolutionären Zufallsprinzips, so ändert sich diese Einschätzung in anderen Situationen: Die Geschöpfe werden zu Spielbällen ihnen unbekannter zufälliger Entwicklungen: Der irakische Professor für Alte Geschichte Miri Taleb wurde ohne ersichtlichen Grund verhaftet, gefoltert und ins Gefängnis geworfen. Auch am Beispiel eines aus einem großen Schwarm zufällig im Netz gefangenen Fisches, den er für das Abendessen kauft, stellt sich Henry die Frage nach der Wahrscheinlichkeit und dem Schicksal: „Die zufällige Ordnung der Welt, die Unwahrscheinlichkeit, die gegen einen bestimmten Zustand spricht, hat es ihm noch immer angetan […] Schon als Kind hat er weder an Schicksal noch an Vorsehung geglaubt […] Statt dessen gab es in jedem Augenblick abertrillionen Zukünfte und das Willkürliche des puren Zufalls und der physikalischen Gesetze verhieß immerhin Freiheit von den Ränken eines finsteren Gottes.“ Für Perowne steht allerdings fest, „dass ein Resultat, eine Konsequenz unabhängig von ihm und selbständig in der Welt existiert […] Was kollabiert, ist nur die eigene Unwissenheit. Wie das Ergebnis auch ausfällt, es ist vorprogrammiert.“
Eine solche aus einem kleinen zufälligen Ereignis ausgelöste Kette bestimmt den Verlauf dieses Samstags: Henry wird wegen der Demonstration von einem Polizisten in eine gesperrte Straße gelenkt und schrammt gegen ein Auto, durch die überhöhten Forderungen fühlt er sich erpresst und reagiert mit Hinweis auf die Polizei, der Fahrer hat eine Bewegungs- und Verhaltensstörung und fühlt sich durch das Verhalten des Arztes aus einer privilegierten sozialen Schicht der Mercedes-Besitzer, der ihn auf seine Krankheit anspricht, vor seinen Kumpeln gedemütigt. Aus dieser Alltagssituation und einem Bagatellschaden entwickelt sich in Verbindung mit bestimmten personalen Konstellationen der Überfall auf die Perownes am Abend mit den Folgen der schweren Kopfverletzung Baxters und der Operation. Henry erlebt, vergleichbar mit dem gefangenen Fisch im Netz, die Desillusionierung des erhabenen Schöpfungsmythos.

### Realismus und Phantasie
Henry Perowne hat sich routiniert in seiner Welt eingerichtet und gelernt, dass man in seinem Beruf, um anderen zu helfen, die Emotionen kontrollieren muss: „Er hat zuviel Erfahrung, um das Leid in seinen vielfachen Erscheinungsformen an sich herankommen zu lassen – seine Aufgabe ist es, sich nützlich zu machen.“ Daisy, „die Prinzipalin seiner literarischen Fortbildung“ möchte seine ästhetischen Defizite mit Hilfe einer Leseliste kompensieren und ihm dadurch Nachhilfe für seine Persönlichkeitsbildung, seinen Mangel an Phantasie, geben. Er geht auf dieses Spiel ein, um sich mit seiner belesenen Tochter auszutauschen, sieht allerdings beispielsweise Tolstois Anna Karenina oder Flauberts Madame Bovary als anspruchsvolle Märchen an, deren Darstellung einer bekannten Wirklichkeit er zwar anerkennt, deren detailreiche Beschreibungen aber seiner Meinung nach „jeder auch halbwegs aufmerksame Beobachter“ niederschreiben könne und die ihm keine neuen Einsichten vermittelten. Vor allem lehnt er die „Magischen Realisten“ ab, denn nach seinem wissenschaftlichen Weltbild sei „das Bewusstsein von bloßer Materie, vom Hirn geschaffen […] Das Wirkliche, nicht das Magische, sollte die Herausforderung sein.“ In einem Brief an die Tochter fleht er „Bitte keine magischen Zwergentrommler mehr[…] Wenn alles passieren kann, ist alles gleichgültig.“
Diese Ästhetik des Realisten hat der Autor für seinen Roman und die Beschreibung und Bewertung der Welt aus der nüchternen Perspektive des Protagonisten übernommen.
Perowne kritisiert aber nicht nur die künstliche Welt der literarischen Prosa, in den Romanen auf Daisys Liste findet er „zu viele menschliche Unvollkommenheiten […] um einfaches Staunen über die Großartigkeit menschlicher Genialität wecken zu können“. Diese „Reinheit“ hat er nur in der Musik gefunden, v. a. bei Johann Sebastian Bach.

### Die Reinheit der Musik
Im Gegensatz zur Literatur empfindet Perowne eine Affinität zur Musik: Wenn er seinem musizierenden Sohn zuhört, spürt er „ein fast schmerzhaftes Gefühl […] Im Herzen des Blues haust keine Melancholie, sondern eine seltsame, irdische Freude.“ Aber sie erinnert ihn zugleich an seine Defizite: „Theos Gitarre fährt ihm ins Mark, weil sie einen Tadel vorbringt, die Erinnerung an eine tief vergrabene Unzufriedenheit, an ein fehlendes Element in seinem Leben. Es gibt nichts in seinem Leben, das eine solche Kreativität enthielte, eine solche Art des Freiseins.“ Theos Musik gibt ihm „eine Ahnung, dass er sich einen offenen Weg verbaut hat, ein Leben nach dem Herzen, wie es die Songs rühmen.“ Er blickt in dieser Lebenssituation zurück auf die „Disziplin und Verantwortung einer medizinischen Karriere, dadurch erschwert, daß er mit Mitte zwanzig eine Familie gegründet hat – und über vielem ein Schleier der Erschöpfung“ und registriert, dass er noch „jung genug [ist], sich nach dem Unvorhergesehenen und Hemmungslosen zu sehnen, aber auch alt genug, um zu wissen, dass die Chancen schwinden“, und fragt sich: „Ist er auf dem Weg einer dieser Männer, dieser modernen Narren im fortgeschrittenen Alter zu werden, die sich dabei ertappen, wie sie vor Schaufenstern stehenbleiben, um Saxophone oder Motorräder anzustarren, oder die sich eine Geliebte im Alter der eigenen Tochter halten? Den teuren Wagen hat er bereits gekauft.“ Andererseits will er seine solide Lebensbasis bewahren: „Was er braucht, das sind Besitz, ein Gefühl der Zugehörigkeit und Wiederholung.“ Aber er sehnt sich nach einer paradiesischen Gegenwelt: „Draußen in der realen Welt gibt es visionäre Projekte […] in denen sämtliche Konflikte gelöst sind und das Glück aller auf ewig existiert -“ Doch dies sind für ihn „Trugbilder“ und „nur in der Musik und nur in seltenen Augenblicken hebt sich tatsächlich dieser Vorhang, um verlockend den Traum einer Gemeinschaft heraufzubeschwören, der mit den letzten Noten wieder entschwindet.“

### Die Kraft der Lyrik
Während sich durch solche gemeinsamen Erlebnisse eine emotionale Brücke zu seinem Sohn aufbaut und dieser bei der Probe auf den Vater wartet, um ihm seinen neuen Song vorzuspielen („Das ist es, woran die Jungen gearbeitet haben, und sie wollten, dass er es hört.“), ist die Beziehung zur Tochter durch kontroverse intellektuelle Diskussionen, die schnell persönlich werden („Das ist so typisch […] [f]ür dich.“), gespannt („Daisy erträgt es nicht, daß er nicht so denkt wie sie.“). Henry bemüht sich jedoch, um die Tochter besser zu verstehen und mit ihr im Gespräch zu bleiben, ihre Bücherliste abzuarbeiten, liest sogar, als Vater einer Dichterin, zum ersten Mal seit seiner Schulzeit wieder Lyrik und empfindet sie in „ungewohnter Anstrengung“ als Balance „auf der Nadelspitze des Augenblicks“.
Geistiger Vater Daisys ist ihr Großvater, der durch ein klassisches Bildungsprogramm (z. B. Charlotte Brontës Jane Eyre, Franz Kafkas Die Verwandlung) und durch Belohnung mit fünf Pfund, wenn sie zwanzig Zeilen eines Gedichts von William Shakespeare oder von John Miltons Das verlorene Paradies auswendig lernte, ihr Literaturstudium in Oxford vorbereitete. Ihre eigenen ersten Schreibversuche kritisierte der Dichter allerdings abwertend, wodurch ihre Emanzipation von ihm beschleunigt wurde. Dass sie sich der Förderung durchaus bewusst ist, beweisen der Titel ihres Lyrikbandes Mein dreister Kahn, der sich auf das 80. Sonett Shakespeares (My saucy bark) bezieht, sowie die Widmung für John Grammaticus, und der Opa hilft ihr aus der Notsituation, als Baxter sie demütigt und zum Vorlesen ihres „schmutzigste[n] Gedicht[s]“ zwingen will, indem er der Enkelin den Rat gibt, das einst für ihn auswendig gelernte Dover Beach zu rezitieren.
Am Familienabend treffen am Ende der Zufallskette bei der Auflösung der Gefahr, die Diskussion über den Irak-Einsatz spiegelnd, die verschiedenen Lebensauffassungen und Vorgehensweisen aufeinander. Im Gegensatz zu dem die Situation genau beobachtenden, analysierenden und eine Strategie entwickelnden Realisten Henry, der schließlich zusammen mit Theo durch einen Gewaltakt die Familie von Baxter befreit, erreicht Daisy den Täter durch die Kraft der Lyrik: „Baxter wirkt wie verzückt“, lässt Rosalind frei, will mehr von der Dichterin erfahren und geht auf Perownes Vorschlag ein, seine Krankheit in einer Versuchsgruppe behandeln zu lassen. Doch dieser interpretiert als Arzt fachkundig den Gefühlswechsel mit dem „Wesen eines degenerierten Hirns“, das durch die heftige Gefühlsaufwallung, die Erinnerung an seine Kindheit an der Küste, sprunghaft einen momentanen Stimmungsumschwung hervorruft, der sich genauso schnell wieder verändern kann.

### Schuldgefühle und Verantwortung
Der Einbruch Baxters in sein Privatleben lässt ihn über Schuld und Verantwortung und über die von unbedeutenden Zufällen ausgelösten Kettenreaktionen nachdenken: „Jetzt hat er nichts als Angst. Er ist schwach und unwissend darüber, wie sich die Folgen einer Tat der Kontrolle entziehen und neue Ereignisse hervorbringen, neue Folgen, bis man an einen Punkt anlangt, den man sich nie träumen ließ und für den man sich auch nie entschieden hätte – ein Messer an der Kehle […] Oder ist er derjenige, der Vergebung sucht? Schließlich ist er verantwortlich; vor zwanzig Stunden fuhr er über eine offiziell für den Verkehr gesperrte Straße und setzte damit eine Kette von Ereignissen in Gang.“
In Erinnerung seiner Gefühle zwischen Rache und Verantwortung ist er von der Magie des Wortes beeindruckt, die Baxter, im Gegensatz zu ihm, ergriff und „eine Sehnsucht ausgelöst“ hat, einen „Anspruch auf Leben, auf eine geistige Existenz“ und er folgert daraus: „Genug der Rache.“

## Rezension

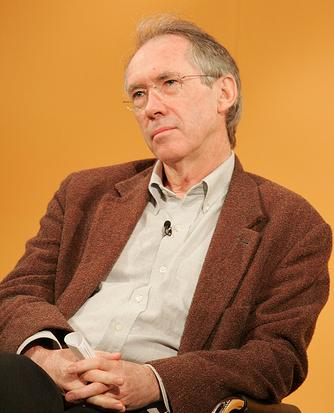
Der Autor Ian McEwan

Der Roman wurde vielfach rezensiert.
Im deutschsprachigen Raum gab es nach Erscheinen im Juli 2005 gemischte Kritiken. Für Die Tageszeitung bietet sich der Protagonist zwar als „Identifikationsfigur“ an, es bleibe aber ein „schales Gefühl“ zurück, da er allzu „gradlinig“ in seiner „Unerschütterlichkeit“ sei. Die Neue Zürcher Zeitung hält den Roman für „missglückt“, er wirke in vielem „konstruiert und disproportional“, meint Uwe Pralle, der bedauert, dass es ein „politischer Roman“ geworden sei. Ijoma Mangold sieht das Werk ebenfalls als einen politischen Roman, meint aber in der Süddeutschen Zeitung, der Roman sei grandios und ein Glücksbeweis. Ulrich Greiner rezensiert für Die Zeit, er bescheinigt dem Roman Spannung und Virtuosität, bedauert aber, dass McEwan nur „dem literarischen Common Sense die Krone aufsetzt“. In der Frankfurter Rundschau hält Christian Thomas die Konstruktion des Romans für gewaltig. Die Frankfurter Allgemeine Zeitung sah in dem Roman eines der wichtigsten Bücher des Jahres.

## Veröffentlichungen
Ian McEwan veröffentlichte Auszüge seines Romans in literarischen Zeitschriften. Das erste Kapitel erschien in The New York Times Book Review. Im Februar 2005 veröffentlichte er dann den Roman beim Londoner Verlag Jonathan Cape zunächst im Vereinigten Königreich, im April 2005 auch in den Vereinigten Staaten. Der Roman wurde in zahlreiche Sprachen übersetzt. Auf Deutsch erschien der Roman im Jahr 2005 im Diogenes Verlag, im selben Jahr auf Italienisch bei Einaudi und auf Polnisch bei Wydawnictwo Albatros, auf Französisch im Jahr 2006 bei Éditions Gallimard.

### Ausgaben
- Vintage, 2006, ISBN 978-0-09-946968-1
- Diogenes Verlag, Zürich 2005, gebundene Ausgabe, ISBN 978-3-257-06494-0

## Auszeichnungen
- James Tait Black Memorial Prize 2005